# D220 (Haute-Vienne)
De D220 is een departementale weg in het Midden-Franse departement Haute-Vienne. De weg bestaat uit twee delen. Het eerste deel vormt een onderbreking van de D220 in Creuse en loopt door het oosten van de gemeenten Saint-Sulpice-les-Feuilles en Arnac-la-Poste. Het tweede deel loopt van de grens met Creuse via Bessines-sur-Gartempe naar Limoges. Beide delen worden met elkaar verbonden door de D220 in Creuse. In Creuse loopt de weg als D220 verder naar Argenton-sur-Creuse en Parijs.

## Geschiedenis
Oorspronkelijk was de D220 onderdeel van de N20. In 2006 werd de weg overgedragen aan het departement Haute-Vienne, omdat de weg geen belang meer had voor het doorgaande verkeer vanwege de parallelle autosnelweg A20. De weg is toen omgenummerd tot D220.